# Mejbod
Mejbod (perski: ميبد) – miasto w Iranie, w ostanie Jazd. W 2006 roku miasto liczyło 58 295 mieszkańców w 15 703 rodzinach.